# Segodnja - novyj attrakcion
Segodnja - novyj attrakcion (Сегодня — новый аттракцион) è un film del 1966 diretto da Nadežda Nikolaevna Koševerova e Apollinarij Ivanovič Dudko.